# Circonscription de Rome (États pontificaux)
La circonscription de Rome, fut une subdivision administrative de l’État pontifical instituée par Pie IX le 22 novembre 1850. Elle faisait confins au nord avec la légation de l'Ombrie, au nord-ouest avec le grand-duché de Toscane, à l’est avec le royaume des Deux-Siciles, au sud avec la légation de Campagne et Maritime, à l’ouest avec la mer Tyrrhénienne.
En 1859, la légation comptait 511 578 habitants. Le territoire était subdivisé selon les trois délégations historiques de Civitavecchia, Orvieto et Viterbo, au-delà de la comarque de Rome (comarque = subdivision territoriale).
La légation de Campagne et Maritime (la IVe Légation, moins les enclaves de Bénévent et Pontecorvo) et de la circonscription de Rome (moins la délégation de Orvieto) constituaient le dernier territoire pontifical à résister au processus de l’unification italienne et ne cédant seulement qu’à la prise de Rome (20 septembre 1870). Ce territoire forma le premier centre de la région du Lazio.